# ТГ300
ТГ300 — опытный магистральный шестиосный тепловоз с гидропередачей, построенный по заказу СССР в 1961 году заводами компании Maschinenbau Kiel (ФРГ).
Тепловоз имел полуобтекаемый кузов вагонного типа, изготовленный из листовой стали. Кузов опирался на две трёхосные тележки. Колёсные пары имели групповой привод.
На тепловозе были установлены: два дизеля MD655 мощностью по 1500 л.с., гидропередача L306z фирмы Voith, аккумуляторная батарея AFA5G1, дизель — генератор (состоял из дизеля AKD — 421D и генератора Gal — 104), два воздушных компрессора VV 230/180.
Тепловоз в рабочем состоянии весил 112,4 т. Конструкционная скорость равнялась 160 км/ч.